# Terry Brown (musikproducent)
Terry Brown är en brittisk musikproducent. Han är känd för att ha producerat många album för gruppen Rush. I Rush–albumen, som Brown producerade, kallas han för "Broon" i albumanteckningarna.